# Clarence Newton
Clarence Henry „Chris” Newton (ur. 3 lutego 1899 w Toronto, zm. 23 października 1979 tamże) – kanadyjski bokser wagi lekkiej, olimpijczyk.
W 1920 roku na Letnich Igrzyskach Olimpijskich w Antwerpii zdobył brązowy medal.